# NGC 1507
NGC 1507 је спирална галаксија у сазвежђу Еридан која се налази на NGC листи објеката дубоког неба.
Деклинација објекта је - 2° 11' 19" а ректасцензија 4h 4m 27,2s. Привидна величина (магнитуда) објекта NGC 1507 износи 12,3 а фотографска магнитуда 12,9. Налази се на удаљености од 11,448 милиона парсека од Сунца. NGC 1507 је још познат и под ознакама UGC 2947, MCG 0-11-9, MK 1080, IRAS 04019-0219, KARA 139, KCPG 97A, CGCG 392-2, PGC 14409.